# Marcelo Gallardo
Marcelo Daniel Gallardo (Merlo, 18 de janeiro de 1976) é um treinador e ex-futebolista argentino que atuava como meio-campista. Atualmente comanda o River Plate.
Como jogador foi um brilhante meia, campeão por todas as equipes pelas quais jogou. Ainda representou a Argentina em duas Copas do Mundo.
No ano de 2015, entrou para o seleto grupo de pessoas que conquistaram a Copa Libertadores da América como jogador e também como treinador. É atualmente o técnico mais vencedor da história do River Plate.

## Carreira como jogador

### River Plate
Apelidado de El Muñeco, Gallardo começou sua carreira de jogador na temporada 1992–93 com o River Plate. O meia conquistou três Torneios Apertura (93, 94 e 96), um Torneio Clausura (1997) e uma Copa Libertadores em 1996.
A primeira boa passagem dele com Los Millonarios durou até a temporada 1998–99. Até lá ele havia disputado 162 jogos oficiais, tendo marcado 27 gols.

### Monaco
Em 1999, transferiu-se para o Monaco. Na sua primeira temporada na Europa, Gallardo provou seu valor e jogou 28 partidas, marcando oito gols e formando uma dupla fatal com Ludovic Giuly no meio-campo.
Na temporada seguinte, conquistou seu primeiro título da Liga Francesa e da Supercopa da França com o Monaco.
O time contava com grandes jogadores de nome, como Fabien Barthez, Willy Sagnol, Christian Panucci, David Trezeguet, Rafa Márquez e John Arne Riise. O Monaco obteve sucesso nacional e ficou evidente que Gallardo foi um dos principais craques, tendo conquistado o título de melhor jogador do ano na Liga Francesa.
Porém, na sua terceira temporada, as coisas não foram muito bem. Gallardo estava descontente com o treinador Didier Deschamps depois de ter ficado no banco na metade da temporada 2000–01. Seguindo os exemplos de Panucci e Marco Simone, Gallardo decidiu deixar o clube no final da temporada.

### Retorno ao River Plate
Depois de jogar 127 partidas e marcar 23 gols pelo Monaco, Gallardo retornou ao seu antigo clube como capitão do time. Ajudou sua equipe a ganhar outro torneio Clausura em 2004.
Seu contrato era válido até o final da temporada 2005–06.

### Paris Saint-Germain
Em janeiro de 2007, Marcello Gallardo assinou por dois anos com o Paris Saint-Germain. Estreou no dia 7 de janeiro, na vitória por 3 a 0 em cima do Nîmes, pela Copa da França.

### DC United
Para a temporada de 2008, assinou com o time norte-americano DC United. Nessa equipe conquistou a US Open Cup.

### Terceira passagem pelo River Plate
Em 2009, retornou ao River Plate. No dia 13 de maio de 2010 anunciou o fim do seu ciclo nos Millonarios.

### Nacional
No dia 14 de agosto de 2010, acertou com o Nacional do Uruguai. Em sua segunda partida, contra Bella Vista, Gallardo sofreu uma grave lesão no joelho direito, ficando quase cinco meses fora dos gramados.
Em fevereiro de 2011, Gallardo retorna aos gramados, justamente contra o Bella Vista. Marcou seu primeiro gol pelo Nacional contra o Miramar Misiones, em partida válida pelo Torneio Clausura do Uruguai. Conquistou o Campeonato Uruguaio dessa temporada e, nesse mesmo ano, encerrou a carreira como jogador.

## Seleção Nacional
Gallardo estreou pela Seleção Argentina em 1994, contra a Seleção do Chile.
O jogador disputou as Copas do Mundo de 1998 e 2002, conquistou a medalha de ouro nos Jogos Pan-Americanos de 1995, a medalha de prata nos Jogos Olímpicos de 1996, o Campeonato Mundial Sub-20 em 1997 e o vice-campeonato na Copa das Confederações de 1995. No total pela Albiceleste, disputou 43 partidas e marcou 14 gols.

## Carreira como treinador

### Nacional

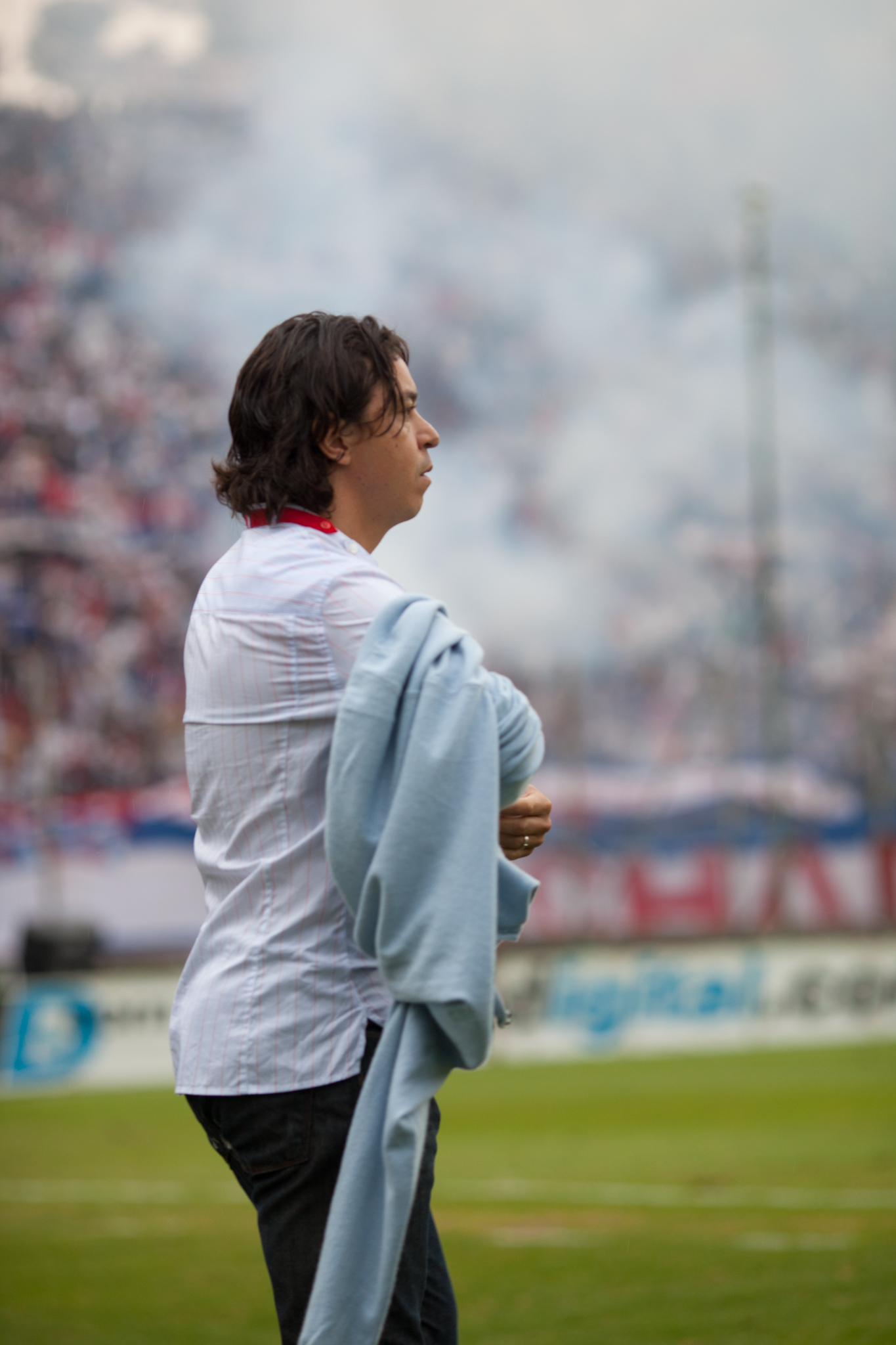
Gallardo no comando do Nacional em 2012

No dia 4 de julho de 2011, Gallardo iniciou sua carreira de treinador sendo anunciado oficialmente pelo Nacional, do Uruguai. Realizou sua estreia oficial no dia 14 de agosto, num empate em 3 a 3 contra o River Plate-URU, em jogo válido pelo Campeonato Uruguaio. El Muñeco manteve o bom desempenho da equipe e levantou seu primeiro título como técnico na mesma temporada, sagrando-se campeão do Campeonato Uruguaio. Após a conquista, no entanto, Gallardo anunciou em junho de 2012 que não comandaria mais o Nacional na próxima temporada, deixando a equipe por conta de questões familiares.

### River Plate
Foi anunciado como treinador do River Plate no dia 6 de junho de 2014, iniciando assim um novo ciclo no clube em que mais atuou como jogador. No mesmo ano conduziu a equipe à conquista da Copa Sul-Americana, com o River superando o Atlético Nacional na final.
Já no dia 11 de fevereiro de 2015, conquistou a Recopa Sul-Americana ao vencer as duas partidas disputadas contra o rival San Lorenzo, ambas por 1 a 0. No dia 26 de março, conquistou a 1ª edição da Supercopa Euroamericana, um torneio de futebol amistoso criado pela equipe americana de televisão DirecTV, ao vencer por 1 a 0 sobre o Sevilla. Na noite de 6 de agosto de 2015, Muñeco conquistou a Copa Libertadores da América. Enfrentando a equipe mexicana do Tigres, a equipe de Gallardo empatou em 0 a 0 a primeira partida no México, mas no Monumental de Nuñez venceu por 3 a 0, sendo este o terceiro título do River.
O treinador voltou a conquistar a competição em 2018, na "La Gran Final" contra o Boca Juniors; no primeiro jogo, na Bombonera, empate por 2 a 2. Já no segundo jogo, no Santiago Bernabéu, vitória do River por 3 a 1 na prorrogação (1 a 1 no tempo regulamentar). Com o título, Gallardo tornou-se o quinto argentino a vencer a Copa Libertadores como jogador e como treinador, ao lado de Humberto Maschio, Roberto Ferreiro, José Omar Pastoriza e Nery Pumpido. No dia 23 de outubro, houve uma festa no Monumental de Nuñez quando o River Plate enfrentou o Grêmio, devido aos cinco anos do treinador. Nas redes sociais, os torcedores criaram a hashtag #5añosDeGallardo.
Em 13 de outubro de 2022, Gallardo fez um pronunciamento para comunicar sua saída do River Plate após oito anos. O treinador anunciou que continuaria no clube até o final do contrato, em dezembro, mas logo depois deixaria a equipe.

### Al-Ittihad
Anunciado pelo Al-Ittihad, da Arábia Saudita, em novembro de 2023, Marcelo Gallardo permaneceu no clube árabe até maio de 2024, quando foi demitido por conta de maus resultados.

### Retorno ao River Plate
Em 5 de agosto de 2024, o River Plate anunciou a volta de Gallardo ao comando da equipe.

## Estatísticas como treinador
Atualizadas até 27 de abril de 2024
| Clube       | Jogos | Vitórias | Empates | Derrotas | Aproveitamento |
| ----------- | ----- | -------- | ------- | -------- | -------------- |
| Nacional    | 39    | 23       | 7       | 9        | 64.96%         |
| River Plate | 427   | 231      | 111     | 85       | 62.76%         |
| Al-Ittihad  | 33    | 15       | 4       | 14       | 49.49%         |

## Reconhecimento
No dia 27 de maio de 2023, foi homenageado pelo River Plate e recebeu uma estátua de bronze nas redondezas do Estádio Monumental de Nuñez. Medindo oito metros e pesando sete toneladas, a escultura demorou quatro anos para ser finalizada. Grande ídolo do clube argentino, Gallardo é o treinador com mais títulos da história do River, com 14 troféus conquistados.

## Títulos como jogador
River Plate
- Campeonato Argentino: 1993 (Apertura), 1994 (Apertura), 1996 (Apertura), 1997 (Apertura), 1997 (Clausura) e 2004 (Clausura)
- Copa Libertadores da América: 1996
- Supercopa Libertadores: 1997

Monaco
- Ligue 1: 1999–00
- Supercopa da França: 2000
- Copa da Liga Francesa: 2002–03

Paris Saint-Germain
- Copa da Liga Francesa: 2007–08

D.C. United
- Lamar Hunt U.S. Open Cup: 2008

Nacional
- Campeonato Uruguaio: 2010–11

Seleção Argentina
- Jogos Pan-Americanos: 1995
- Copa do Mundo FIFA Sub-20: 1997

### Prêmios individuais
- Melhor Jogador do Torneio Apertura (Argentina): 1997
- Seleção da América do Sul (El País): 1997 e 1998
- Melhor jogador da Ligue 1: 1999–00

## Títulos como treinador
Nacional
- Campeonato Uruguaio: 2011–12

River Plate
- Copa Sul-Americana: 2014

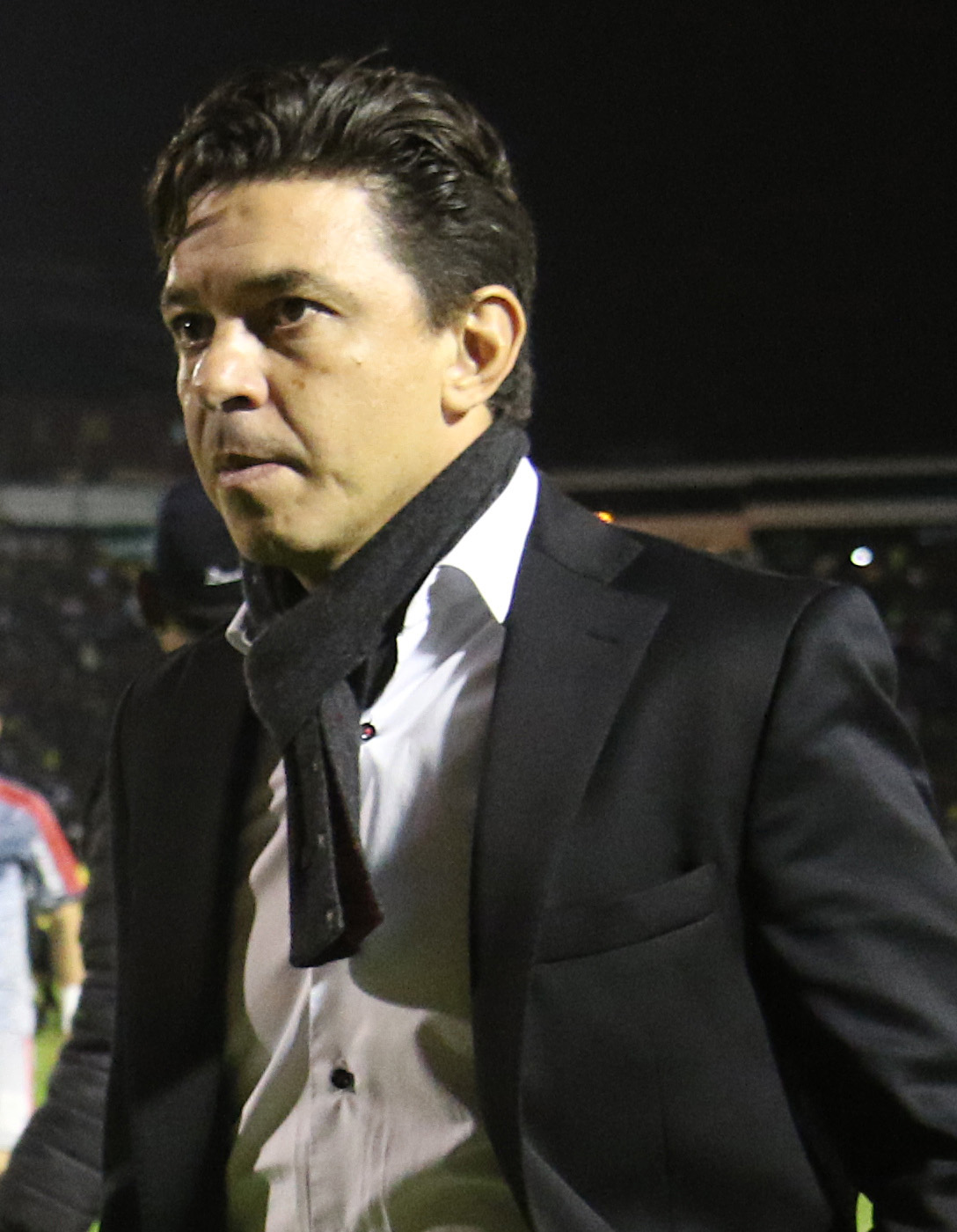
Marcelo Gallardo em 2016

- Recopa Sul-Americana: 2015, 2016 e 2019
- Copa Libertadores da América: 2015 e 2018
- Copa Suruga Bank: 2015
- Copa Argentina: 2015–16, 2016–17 e 2018–19
- Supercopa Argentina: 2017 e 2019
- Campeonato Argentino: 2021
- Trofeo de Campeones de la Liga Profesional: 2021

### Prêmios individuais
- Treinador Sul-Americano do Ano pelo jornal El País: 2018,[28] 2019[29] e 2020[30]

## Campanhas de destaque

### Como jogador
Seleção Argentina
- Copa das Confederações FIFA: 2º lugar em 1995
- Jogos Olímpicos: medalha de prata em 1996

### Como treinador
River Plate
- Campeonato Argentino: 2014 (vice-campeão)
- Mundial de Clubes da FIFA: 2015 (vice-campeão)
- Copa Libertadores da América: 2019 (vice-campeão)